# Vlag van Austin (Texas)

Vlag van Austin

De vlag van Austin werd aangenomen op 12 april 1919 als de officiële vlag van de stad Austin (Texas). De vlag bestaat eenvoudigweg uit een wit veld met de zegel van Austin zonder de omringende cirkel met tekst. Onder de zegel van Austin staat de tekst "CITY OF AUSTIN", geschreven in blauw en met een boog naar boven.
De vlag heeft een verhouding van 2 eenheden hoog bij 3 eenheden breed. Het schild in het midden is ongeveer 1 eenheid hoog en twee derde van een eenheid hoog en is verdeeld in drie gelijke verticale stroken van rood, wit en rood. De bovenkant van het schild is een blauwe gelijkbenige driehoek met een oranje olielamp in het midden. Het rode, witte en blauwe kleurenschema symboliseert dat het in Texas en de Verenigde Staten ligt, aangezien beide staten rood, wit en blauw als officiële kleuren hebben. De olielamp symboliseert kennis en vertegenwoordigt de verschillende onderwijsmogelijkheden in Austin, met name de Universiteit van Texas in Austin in de stad (vandaar de keuze voor de oranje kleur). Het schild wordt omzoomd door een smalle gouden rand. Het helmteken op het wapenschild rust op een witte krans. Het schild bestaat uit een gouden kruis met aan weerszijden witte, blauw omlijnde vleugels. Dit wapen is afgeleid van het wapen van de naamgever van de stad, Stephen F. Austin. Austin stond bekend als de “Vader van Texas” vanwege zijn inspanningen voor de kolonisatie en groei van het gebied. Het kruis symboliseerde dat een voorouder van Austin deelnam aan een kruistocht, terwijl de vleugels waren ontworpen als symbool voor Sint-Augustinus, aartsbisschop van Canterbury, die Wales bekeerde tot het christendom. Deze symboliek zou belangrijk blijken in de rechtszaak in 1992. Achter het wapen staat een silhouet van het Texas State Capitol in rood met een blauwe omlijning. Dit staat voor de status als hoofdstad van Texas. In blauw staat de tekst “CITY OF AUSTIN”, die tegen de klok in, in het onderste derde deel van de vlag staat.